# Ладвозерский сельсовет
Ладвозерский сельсовет — низшая административно-территориальная единица на территории современного Вытегорского района Вологодской области России. Центральная усадьба находилась в д. Кузнецово Андомского района Лодейнопольского округа Ленинградской области, с 1930 года — Андомского района Ленинградской области, с 1937 года — Андомского района Вологодской области.
Существовал в 1926—1951 годах.

## История
Ладвозерский сельский Совет рабочих, крестьянских и красноармейских депутатов образован в 1926 году.
С августа 1927 года вошёл в образованный Андомский район в составе Лодейнопольского округа Ленинградской области, с 1937 года в образованной Вологодской области.
В период укрупнения мелких сельсоветов в 1951 году Ладвозерский сельсовет объединился с Титовским сельсоветом.

## Состав
На территории сельсовета находилось 10 населённых пунктов: д. Шлямино, Кузнецово, Карелы, Закащиково, Гавриловская, Павликовец, Горки, Побережье, Курвашское, Озеро.
Согласно административно-территориальному деление Вологодской области на 1940 год в состав сельсовета входили 12 населённых пунктов:
| Тип населённого пункта | Название населённого пункта                           |
| ---------------------- | ----------------------------------------------------- |
| деревня                | Айнозеро                                              |
| деревня                | Березовец                                             |
| деревня                | Гавриловская                                          |
| деревня                | Горки (Кельи)                                         |
| деревня                | Заказчиково                                           |
| деревня                | Кузнецово                                             |
| деревня                | Куржинское Озеро                                      |
| деревня                | Озерки (Медведево) (не Озерки (Вытегорский район))    |
| деревня                | Павликово (ныне Павликовская (Вологодская область) ?) |
| деревня                | Петунова Гора                                         |
| деревня                | Побережье (Корелы)                                    |
| деревня                | Шлямино                                               |

## Инфраструктура
Ладвозерская библиотека, изба — читальня, Купецкая начальная школа, Карельская начальная школа, Ладвозерская начальная школа, Ладвозерский медпункт.